# Clear Creek (Tennessee)
Pour les articles homonymes, voir Clear Creek.
La Clear Creek est un cours d'eau américain qui s'écoule dans les comtés de Cumberland, Fentress et Morgan, dans le Tennessee. La rivière se jette dans l'Obed, qui fait partie du système hydrologique du Mississippi. La section la plus en aval est protégée au sein de l'Obed Wild and Scenic River.